# Центральный проспект (Зеленоград)
Центра́льный проспект — улица в Зеленоградском административном округе Москвы, одна из важнейших транспортных магистралей округа. Расположена между Проспектом Генерала Алексеева и Георгиевским проспектом (мостом через реку Сходня) в районах Матушкино и Савёлки. На всем протяжении проспект — шестиполосный (по три полосы в каждую сторону).
Проспект образует главное транспортное кольцо в Старом городе вместе с восточным участком Георгиевского проспекта, Солнечной аллеей, центральным участком Панфиловского проспекта и восточным участком проспектом генерала Алексеева. Как центральная, парадная улица города проспект иногда полностью перекрывается для движения автомобильного транспорта для проведения городских мероприятий (например, в День города Москвы, в День рождения Зеленограда или в День Победы).
Проспект в основном прямолинейный, простирается в юго-восточном направлении, на пересечении с Савёлкинским проездом отклоняется южнее. Справа примыкают: улица Лётчика Полагушина, 3 безымянных проезда в глубь 4-го микрорайона, Березовая Аллея; слева — улица Юности, Яблоневая аллея, безымянный проезд в глубь 3-го микрорайона, Савёлкинский проезд.

## Происхождение названия
Проспект получил своё название в 1960-х годах по расположению в центре города.

## Здания и сооружения
По нечётной стороне: корпуса 3-го микрорайона, префектура Зеленоградского административного округа (дом № 1)
По чётной стороне: корпуса 4-го микрорайона

## Благоустройство
В 2019 году Центральный проспект от корпуса 241 до корпуса 456 обновили по программе создания комфортной городской среды «Мой район».
Общая площадь комплексного благоустройства проспекта составила около 36 гектаров. Здесь уложили газон, обустроили цветники и высадили 250 деревьев и около 2600 кустарников. Вдоль домов сформирована отделенная от проезжей части зона отдыха с лавочками и велопарковками. В ходе работ также появилось 14 современных остановочных павильонов и 530 новых фонарей. Кроме того, в шести скверах обновили пешеходные дорожки, лавочки и фонари.

## Транспорт
- На участке от площади Юности до Савёлкинского проезда (остановки «Детский мир», «Магазин „Океан“», «Дом быта», «Товары для дома») по проспекту проходят маршруты автобусов № 1 (от площади Юности), 3, 8 (от площади Юности), 9 (к площади Юности), 11, 19, 29 (от площади Юности), 32, 400 (от площади Юности).
- На участке от Савёлкинского проезда до Георгиевского проспекта (остановка «Парк Победы») — № 2, 3, 8 (от площади Юности), 9 (к площади Юности), 11, 19, 29 (от площади Юности), 32.

На Центральном проспекте (остановка «Магазин „Океан“») начинается маршрут № е41 и делает промежуточную остановку маршрут № 400, связывающие Зеленоград с Москвой (станциями метро «Ховрино» и «Речной вокзал»).